# Jürg Hügi
Jürg Hügi (* 26. Mai 1944 in Basel; † 17. September 2009 ebenda) war ein Schweizer Komiker, der unter dem Künstlernamen Stan George auftrat. Markant an Hügi war seine große schlaksige Gestalt sowie seine extrem hervorquellenden Augäpfel.
Hügi beschäftigte sich zunächst mit der Kunstmalerei, bevor er etwa 1962 seine Karriere als Komiker antrat. Zunächst war er als Reprisenclown bei verschiedenen Zirkussen und in der Folge bei Varietés und Night Clubs tätig.

1993 erhielt er ein Engagement in der Sat.1-Gameshow Halli Galli als eine der Hauptfiguren. Die Sendung wurde jedoch nach zwölf Folgen wieder eingestellt. Im Gespräch mit der Internetseite Sprechplanet vom April 2009 erzählt Hügi, dass er beim Casting nach dem ersten Blick genommen wurde, da er so markant aussah. In der Sendung Vorsicht Kamera arbeitete Hügi als Erschrecker; ähnliche Rollen übernahm er für das ZDF in Die Spaceboys und in der ARD in der Sendung Verstehen Sie Spaß?. Für den Sender Premiere schrieb er das Drehbuch für eine Kinderserie, in der er auch die Hauptrolle übernahm.

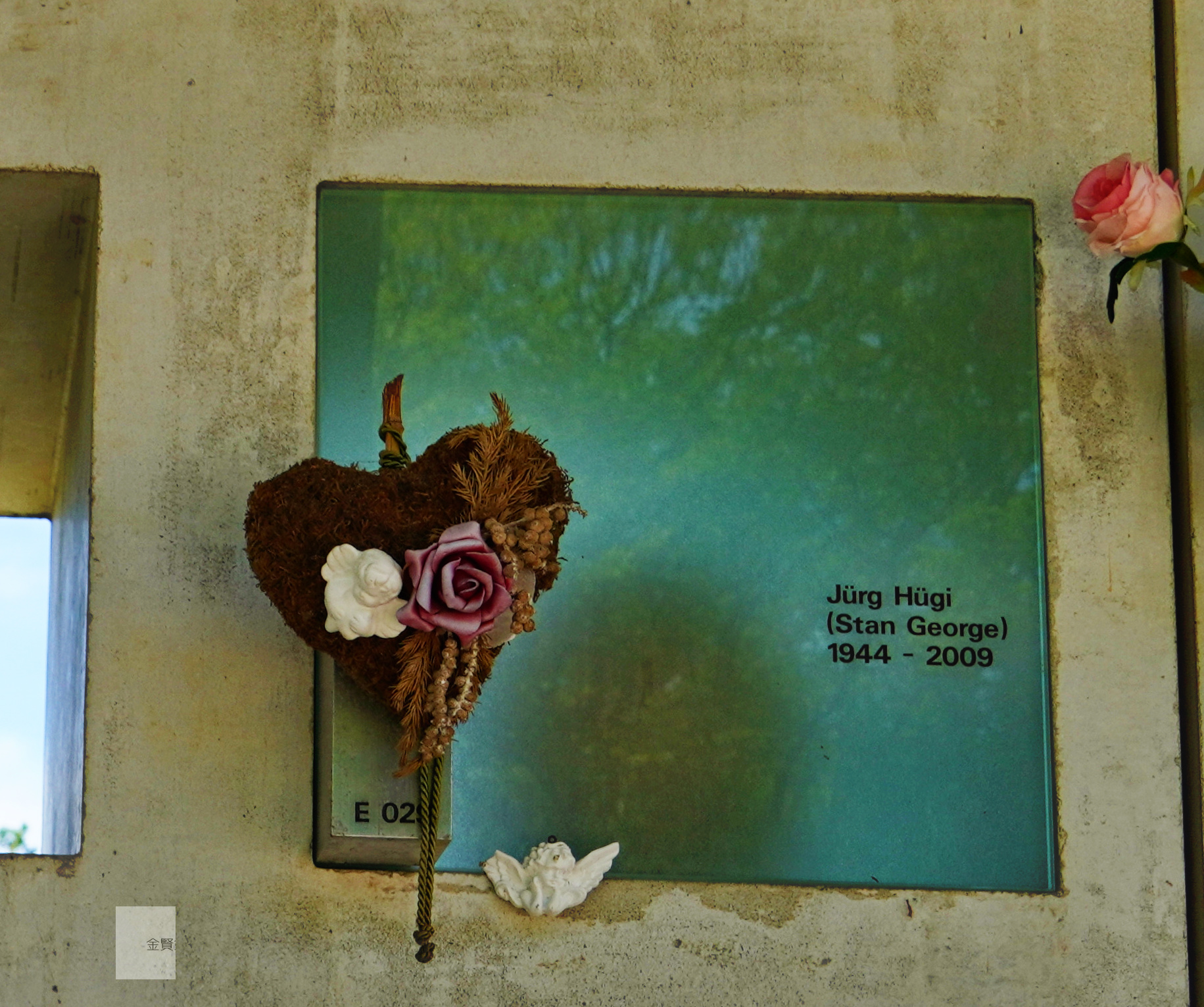
Urnengrab E029 von Jürg Hügi

Hügi entwickelte nach seiner Zeit beim Fernsehen eine eigene Comedy-Show, die er live im gesamten Bundesgebiet präsentierte, so unter anderem im Hansa-Theater (Hamburg), Prinzregententheater (München) oder im Palazzo Colombino (Freiburg).
Hügis Urnengrab befindet sich auf dem Friedhof am Hörnli in Riehen.